# Coet

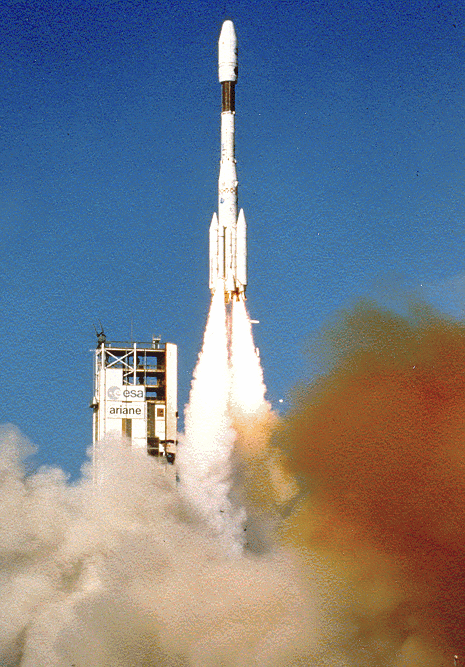
Enlairament d'un coet Ariane 4

Un coet és genèricament qualsevol objecte capaç de moure's o aixecar-se utilitzant propulsió a raig per accelerar sense utilitzar l'aire circumdant, a diferència dels avions. En particular, i en aeronàutica, s'anomena coet a un grup autònom propulsat per la força de reacció creada mitjançant l'ejecció de massa en una direcció determinada.
A banda de la seva utilització lúdica com a focs artificials, els coets són coneguts principalment per la seva aplicació en el camp de l'astronàutica, ja que són l'únic mitjà disponible per posar objectes en òrbita fora de l'atmosfera terrestre.

## Etimologia
En català, la paraula coet es registra en forma escrita per primer cop el 1445. Prové segurament de l’antic i dialectal coa, o del llatí caudatus ‘proveït de cua’, a través d’un *codato, arabitzat en kodăt i transformat com a codet.

## Principi de funcionament
Un coet adquireix velocitat gràcies al fet d'expulsar una part de la seva massa genera, d'acord amb la tercera llei de Newton, una força en direcció contrària a la direcció d'ejecció. Aquesta força és la que efectivament propulsa el coet. El fenomen és equivalent al d'una parella de patinadors que es recolzin l'un sobre l'altre per donar-se un impuls. El resultat serà que els dos partiran en direccions oposades a una certa velocitat.
La força de reacció és més gran com més importants siguin la massa ejectada i la velocitat d'ejecció d'aquesta massa. És per això que el disseny dels coets se centra a aconseguir que aquests dos paràmetres siguin tan grans com sigui possible. En els coets actuals, la massa ejectada pren la forma de gasos a alta pressió i temperatura que són canalitzats perquè siguin expulsats en la bona direcció. L'obtenció dels gasos i la seva canalització és la funció de la unitat propulsora (també anomenada motor) del coet. Els coets de gran mida en poden arribar a expulsar diverses tones de gas per segon a velocitats supersòniques.
L'energia necessària per mantenir aquest flux de gasos que propulsa el coet prové d'una reacció química exotèrmica que sol ser la combustió. L'energia alliberada escalfa fortament els productes de la reacció, cosa que provoca un augment important la pressió a l'interior de la unitat propulsora i els permet de ser ejectats a gran velocitat. D'aquesta manera, el coet obté l'energia directament de la massa a ejectar i no li cal cap dispositiu especial per accelerar-la.
Els combustibles utilitzats en els coets són de naturalesa diversa, anant des de derivats del petroli com el querosè fins a productes exòtics i difícils de manejar com l'hidrogen líquid (LH₂). Com que normalment els coets han de poder funcionar en el buit de l'espai no poden comptar amb la disponibilitat de l'oxigen atmosfèric per dur a terme la combustió. Així, també s'han d'emportar un producte oxidant en quantitat necessària per poder cremar el combustible. Al conjunt de combustible i oxidant d'un coet s'anomena propergol. La massa del propergol acostuma a representar més del 90% de la massa total del coet.

## Tipus
El disseny d'un coet és significativament diferent segons la natura del combustible que utilitza. Els coets es poden classificar en:
- Coets de combustible sòlid: Són els de disseny més senzill. El propergol és una barreja sòlida de combustible i oxidant, de tipus plàstic o mineral (com per exemple la pólvora), que manté la seva combustió espontàniament una vegada iniciada aquesta. Tenen la característica de proporcionar una acceleració elevada, però són més ineficaços en termes de combustible necessari que els altres tipus de coet. Exemples: Coets pirotècnics, míssils balístics, coets militars.
- Coets de combustible líquid: El combustible i l'oxidant són dos líquids emmagatzemats en dipòsits separats que només es barregen en la unitat propulsora. Per mantenir la reacció cal que la combustió sigui alimentada amb un flux fort i continu dels dos propergols, cosa que complexifica enormement el disseny del motor. Proporcionen acceleracions més febles que els seus homòlegs de combustible sòlid, però la seva eficiència és significativament superior. Exemples: Coets llançadors de satèl·lits, llançadora espacial, avions-coet.
- Coets híbrids: En aquests tipus de coets el combustible i l'oxidant són de naturalesa diferent, l'un és sòlid, l'altre líquid. Constitueixen un punt mitjà entre les dues categories anteriors. Són coets mitjanament senzills, en els quals la combustió és fàcil de mantenir i regular controlant el moviment del component líquid. La seva eficiència i la seva acceleració també són intermediàries. Exemple: SpaceShipOne.

Hi ha altres categories de coets amb dissenys innovadors que no s'han pogut posar en pràctica per problemes tècnics i/o econòmics. Entre els quals el més destacat:
- Coets nuclears: En aquest disseny, l'energia s'obté d'una reacció nuclear de fissió. El propergol líquid es fa passar per l'interior d'un reactor nuclear de manera a escalfar-lo i permetre la seva ejecció a gran velocitat. La reacció nuclear permet una eficiència en propergol molt superior a la dels coets basats en la combustió, però els problemes no resolts de seguretat de funcionament impedeixen pel moment de construir-los. Tanmateix, l'exèrcit nord-americà va construir i assajar amb èxit motors-coet basats en aquest principi durant la dècada de 1960-70 (projecte NERVA).

## Aplicacions
La importància dels coets com a vehicles rau en dues característiques:
1. La seva capacitat d'assolir grans velocitats i acceleracions.
2. La seva capacitat de funcionar en el buit.

La primera d'aquestes característiques és la que ha promogut el seu ús històric en el camp militar i en els espectacles pirotècnics, la segona no ha estat significativa fins a l'adveniment de l'astronàutica en la dècada de 1950.

### Ús militar

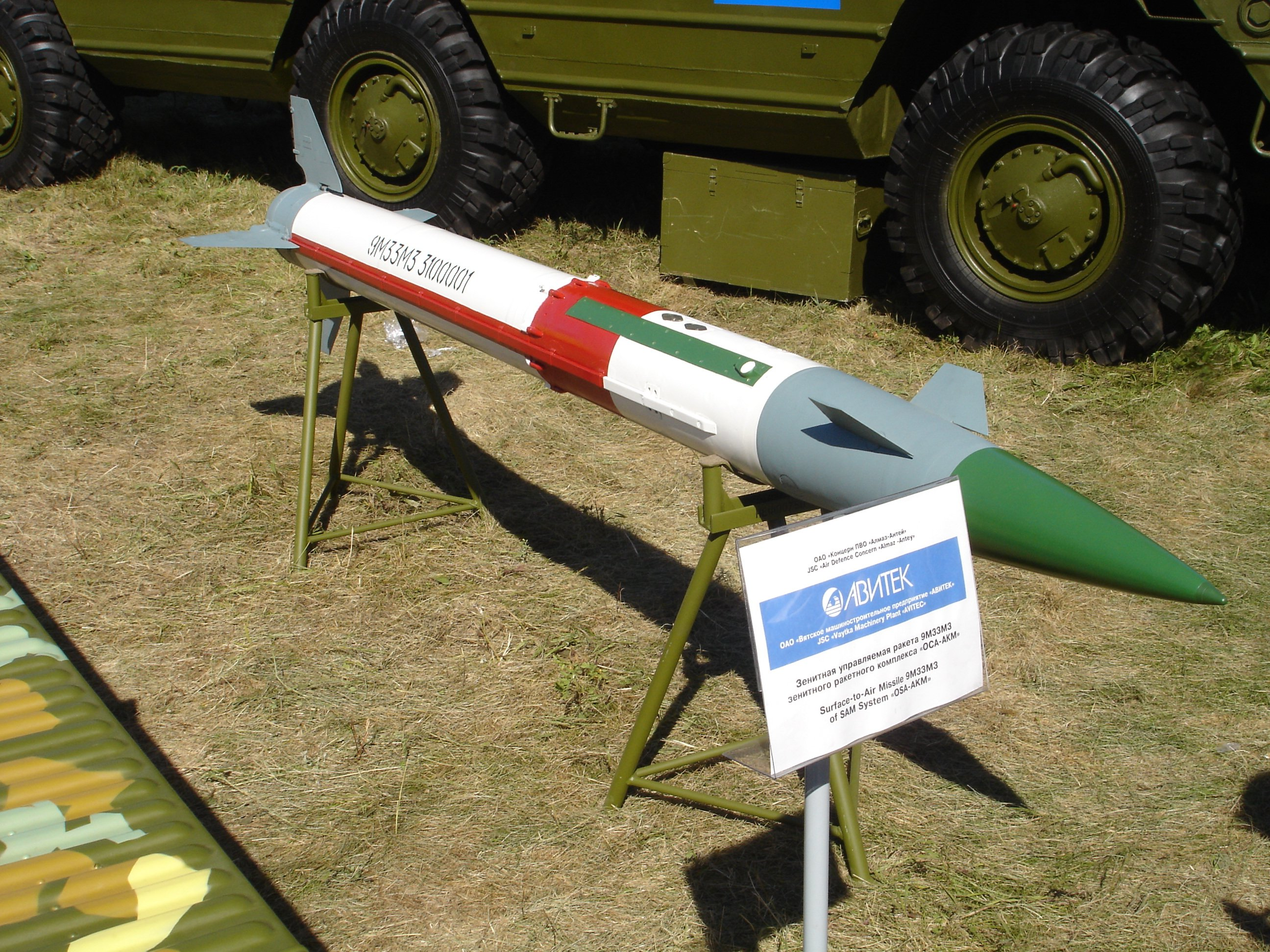
Míssil antiaeri de fabricació russa.

La propulsió a coet permet assolir grans velocitats i transportar càrregues explosives o d'altres tipus militar a distàncies elevades. En general s'anomenen míssils els coets militars, especialment els guiats, En comparació amb l'artilleria convencional permet un disseny bàsic de projectil i disparador (tub, rail, etc.) més senzill que un canó i obús. S'anomenen míssils els coets militars que compten amb un sistema de guiatge i es manté la denominació simple de coet per als projectils autopropulsats sense guiatge. Tot i això existeix certa confusió i sovint s'intercanvien erròniament els termes.
El projectils amb propulsió a coet ja s'havien utilitzat amb finalitats bèl·liques des de l'edat mitjana, per exemple el sistema coreà Hwacha amb sagetes propulsades amb coets. En època moderna es tornaren a emprar i desenvolupar en la Segona Guerra Mundial, inicialment en versions no guiades com els Katiusha i altres dissenys d'artilleria de coets.
Partint de la mateixa tecnologia de base es crearen armes per missions especialitzades, des de míssils antitancs portàtils (els coneguts bazuca) fins a míssils de llarg abast com el V-2 alemany, antecedent dels míssils balístics moderns. Aquests poden arribar a tenir un radi d'acció de milers de kilòmetres i s'utilitzen per bombardejar les instal·lacions endinsades en territori enemic sense necessitat d'enviar-hi tropes o avions.

### Ús civil
Fora del camp militar, l'ús més important dels coets és el de llançar objectes a l'espai exterior, normalment posant-los en òrbita al voltant de la terra. Per aquest objectiu, el coet és l'únic mitjà disponible. D'una banda, són els únics vehicles capaços d'assolir la velocitat necessària per a aquesta aplicació, i de l'altra només el coet és capaç de propulsar-se en el buit de l'espai. Els altres vehicles necessiten un medi material sobre el qual desplaçar-se, o bé obtenen algun element essencial per al seu funcionament del medi.
Emperò, el coet no deixa de ser un mitjà ineficaç de llançar objectes a l'espai. A causa de la seva pròpia naturalesa el coet haurà sempre de ser molt més gran que l'objecte que ha de transportar, i això vol dir que en un llançament la major part de l'energia serà utilitzada per accelerar el mateix coet i no la seva càrrega útil. Per exemple, un coet Ariane 5 carregat de combustible pesa al voltant de 750 tones, de les quals només 20 poden ser efectivament posades en òrbita. Amb tot, no existeixen alternatives al coet ni a curt ni a llarg termini per a aquesta aplicació.
Un altre ús lleugerament diferent dels coets es troba en els estudis de microgravetat. Un coet pot posar un objecte en una trajectòria balística fora de l'atmosfera, on no serà sotmès a la força de fregament de l'aire i estarà, doncs, en una situació de caiguda lliure, equivalent a l'absència de gravetat per a molts fenòmens físics.

## Història
La invenció del coet és a la Xina cap al 1150 i la primera notícia que es té del seu ús en combat és durant la batalla de Kaifeng l'any 1232, i el seu ús militar convencional data del 1280, coneguts a Síria com a sahm al-kitai (sagetes de la Xina). Malgrat això, va ser introduït a Europa pels àrabs, que durant els segles xv i xvi el van emprar com a arma incendiària. Posteriorment, amb l'extensió de l'artilleria, el coet bèl·lic va desaparèixer fins al segle xix, i va ser emprat novament durant les guerres napoleòniques.
Els coets del coronel anglès William Congreve van ser també usats a Espanya en el setge de Cadis (1810), en la primera guerra Carlina (1833-40) i durant la guerra del Marroc (1860).

R. Goddard amb el primer coet de combustible líquid el 1926

A la fi del segle xix i el començament del segle xx, van aparèixer els primers científics que van veure el coet com a sistema per a propulsar vehicles aeris espacials tripulats, entre els quals cal destacar el rus Konstantín Tsiolkovski, l'alemany Hermann Julius Oberth i el nord-americà Robert Hutchings Goddard, i, més tard, els russos Serguei Koroliov i Valentín Gluixkó i l'alemany Wernher von Braun.
Aquest darrer va desenvolupar durant la Segona Guerra Mundial els coets V-1 i V-2 (A-4 en la terminologia alemanya), que varen constituir el nucli de les investigacions nord-americanes i soviètiques de la postguerra.
Si bé es varen desenvolupar inicialment coets destinats específicament a usos militars, els programes espacials que endegaren soviètics i nord-americans es varen basar en coets dissenyats amb finalitats pròpies de l'astronàutica, entre els quals cal destacar, per part nord-americana, el Atlas, el Agena, el Thor 2, el Atlas-Centaur, la sèrie Delta, els Titan i Saturn (entre els quals el Saturn-V, que va fer possible el programa Apollo), i, per part soviètica, els coets designats, segons la terminologia occidental, per les lletres A, B, C, D i G (aquests dos darrers van tenir un paper equivalent als Saturn nord-americans).
D'altres països que han construït coets, en el marc d'un programa espacial propi, són França, la Gran Bretanya (que el va abandonar), el Japó, la Xina, i l'Índia, així com el consorci europeu que va constituir l'Agència Espacial Europea (ESA), que ha bastit i explotat diferents sèries de coets llançadors dins del programa Ariane.

### Cronologia de la tècnica de coets i míssils
- 1895 - El científic peruà Pere Paulet (1874-1945) Dissenya el primer motor a propulsió amb combustible líquid, aconseguint un centenar de quilograms de força.
- 1903 - El científic rus Konstantín E. Tsiolkovski (1857-1935) redacta una sèrie d'articles en els quals proposa l'ús de coets per assolir l'espai exterior i la colonització de sistema solar. Els dos punts centrals de la seva proposta són el combustible líquid i la propulsió per trams.
- 1926 - L'enginyer nord-americà Robert Hutchings Goddard (1882-1945) llança el primer coet de combustible líquid.
- 1942 - Els enginyers alemanys Wernher von Braun i Walter Dornberger disparen el primer V2 a Peenemünde (al nord d'Alemanya).[6] És considerat el primer míssil i es va utilitzar en setembre de 1944 per bombardejar Londres des d'Alemanya.[6]
- 1949 - Willy Llei publica  La conquesta de l'espai .
- 1952 - Wernher von Braun estudia els detalls tècnics per a l'exploració de Mart En  El projecte Mart .
- 1953 - Colliers Magazine publica una sèrie d'articles sobre el futur de l'home en l'espai, amb gran ressò popular a tot el món. Inclouen nombrosos articles de Von Braun i de llei, il·lustrats per Chesley Bonestell.
- 1957 - Llançament del primer míssil balístic intercontinental (MBI), el soviètic R-7, conegut a l'OTAN com el SS-6 Albura.[6]
- 1957 - La Unió Soviètica llança el Spútnik I, el primer satèl·lit artificial.[6]
- 1958 - Els Estats Units llancen el Explorer 1, en un coet Jupiter-C.
- 1958 - Estats Units llança el seu primer MBI, l'Atlas-B (l'Atles-A no va arribar a construir).
- 1961 - L'URSS llancen el Vostok 1, Iuri Gagarin arriba als 327 km d'altitud, sent el primer humà a orbitar la Terra.
  - Estats Units utilitza una càpsula Mercury amb Alan Shepard, en un vol suborbital.
- 1962 - Estats Units llança el MA-6 (Friendship 7) en un Atles D, John Glenn és posat en òrbita.
- 1963 - L'URSS llança el Vostok 6, i Valentina Tereixkova la primera dona (i el primer civil) a orbitar la Terra. Va estar gairebé tres dies i va donar 48 voltes al planeta.
- 1966 - La nau soviètica no tripulada Lluna 9 realitza el primer allunatge suau.
- 1969 - La nau nord-americana Apollo 11, posa el primer home a la Lluna, en el marc del programa Apollo.
- 1981 - La llançadora espacial nord-americana Columbia és el primer vehicle espacial reutilitzable, en aterrar com un avió.
- 1998 - El nord-americà Deep Space 1 realitza la primera missió espacial utilitzant per a la seva propulsió per reacció d'ions.[10]